# Jelen Ixoée
Jelen Steve Ixoée (6 giugno 1988) è un calciatore francese, portiere del Magenta e della Nazionale neocaledoniana.

## Carriera

### Nazionale
Convocato per la prima volta nei 2012, ha debuttato in Nazionale il 26 marzo 2013, in Nuova Caledonia-Tahiti (1-0). Ha partecipato, con la Nazionale, alla Coppa delle nazioni oceaniane 2016.